# Familiaire benigne chronische pemphigus
Familiaire benigne chronische pemphigus of de ziekte van Hailey en Hailey  is een zeldzame erfelijke huidaandoening waarbij herhaaldelijk blaasjes of blaren op de huid ontstaan.

## Beloop
De ziekte openbaart zich vaak tussen het dertigste en vijftigste levensjaar. De symptomen komen vooral voor in huidplooien, zoals oksels, liezen, nek en billen en bestaan uit blaasjes, rode plekken en verlies van de oppervlakkige huid. De huid verweekt na verloop van tijd en er ontstaan pijnlijke kloven in de huid. De beschadigde huid kan makkelijk ontstoken raken. De klachten verergeren door blootstelling aan UV-licht, door zweten en wrijving.

## Etiologie
Familiaire benigne chronische pemphigus wordt veroorzaakt door een defect in het ATP2C1-gen, dat codeert voor het Ca2+Mn2+/ATPase-enzym, dat ook bekendstaat als hSPCA1. Dit enzym transporteert calcium en mangaan in het golgiapparaat. Waarom een defect in dit enzym familiaire benigne chronische pemphigus veroorzaakt is niet geheel duidelijk.
Op histologisch niveau is te zien dat bij de aandoening de cel-celverbindingen tussen de cellen in de opperhuid verloren, vooral in de hogere cellagen. Hierdoor valt de opperhuid uiteen (acantholyse), en ontstaan blaren.

## Behandeling
Een definitieve behandeling van FBCP is nog niet mogelijk, aangezien het een genetisch defect betreft. De behandeling richt zich dan ook op symptoomverlichting. De ontstekingsreacties kunnen worden behandeld met een lokale corticosteroïdencrème. Als er een infectie optreedt kan deze met antibiotica worden behandeld. Ernstigere vormen van FBCP worden behandeld met systemische middelen bij inflammatoire dermatosen, zoals ciclosporine en de retinoïden acitretine en isotretinoïne. Meer experimentele behandelingen bestaan uit lokale botoxinjecties om de zweetproductie te verminderen en het behandelen met een CO2-laser.